# Musée des Civilisations de l'Europe et de la Méditerranée
Het Musée des Civilisations de l'Europe et de la Méditerranée (Mucem) (Frans voor 'Museum van Europese en Mediterrane beschavingen') is een Frans nationaal museum gelegen in het historisch hart van de Zuid-Franse havenstad Marseille, gelegen naast het Fort Saint-Jean, waarmee het door een passerelle wordt verbonden. Het museum opende zijn deuren naar aanleiding van Marseille, culturele hoofdstad van Europa 2013. Het gebouw is ontworpen door de Franse architect Rudy Ricciotti.
Het museum telde 1.255.000 bezoekers in 2017. Het museum heeft een breed gamma aan kunstvoorwerpen als uitingen van de Europese beschaving en de Mediterrane cultuur in het bijzonder. Zowel in oppervlakte als in tentoonstellingsaanbod wordt de nadruk gelegd op tijdelijke tentoonstellingen. Het bouwwerk wordt veelal aangeduid als J4, refererend naar de naam van de kade van de haven van Marseille die vroeger op de locatie was gelegen.

## Fotogalerij

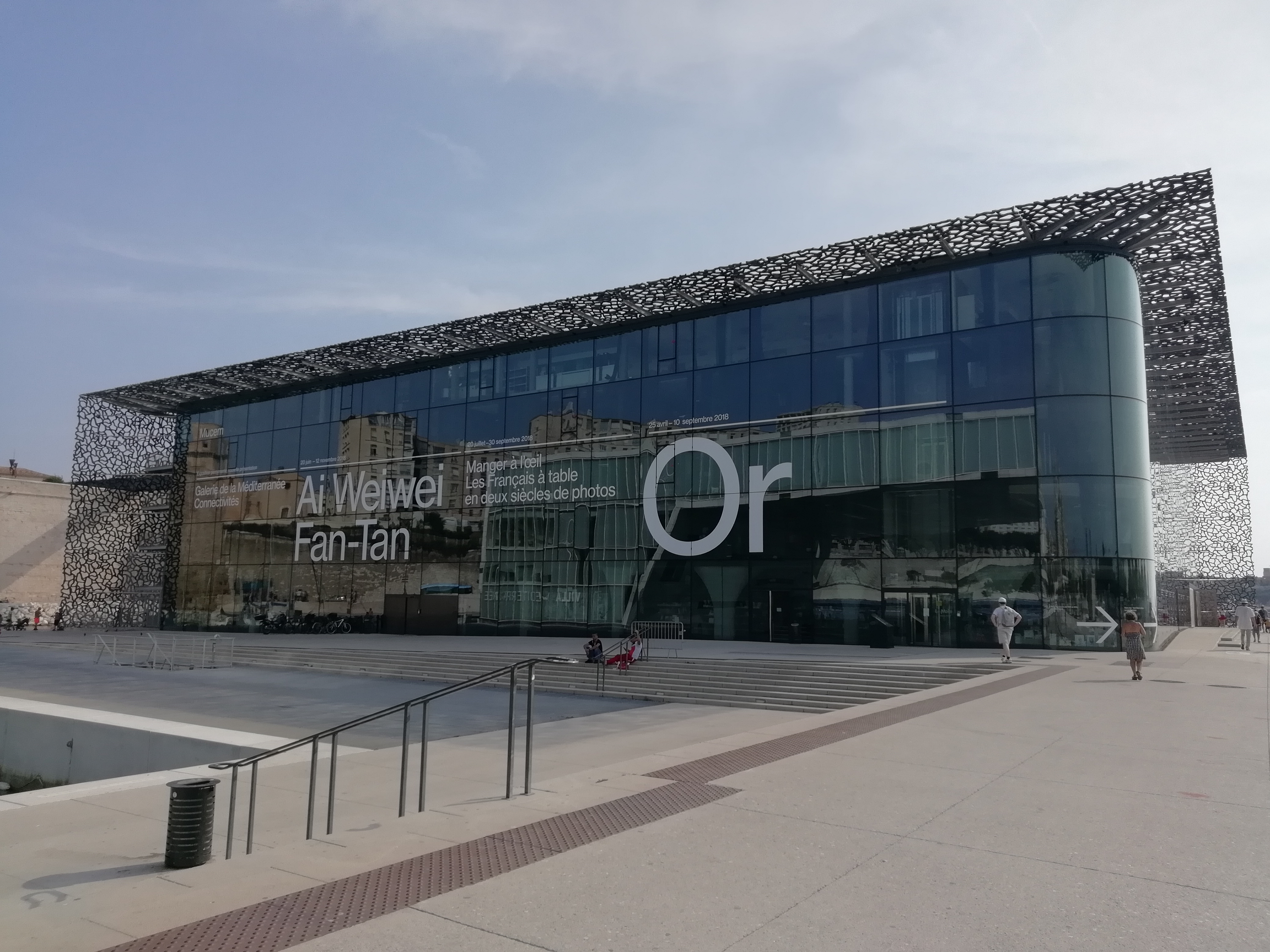
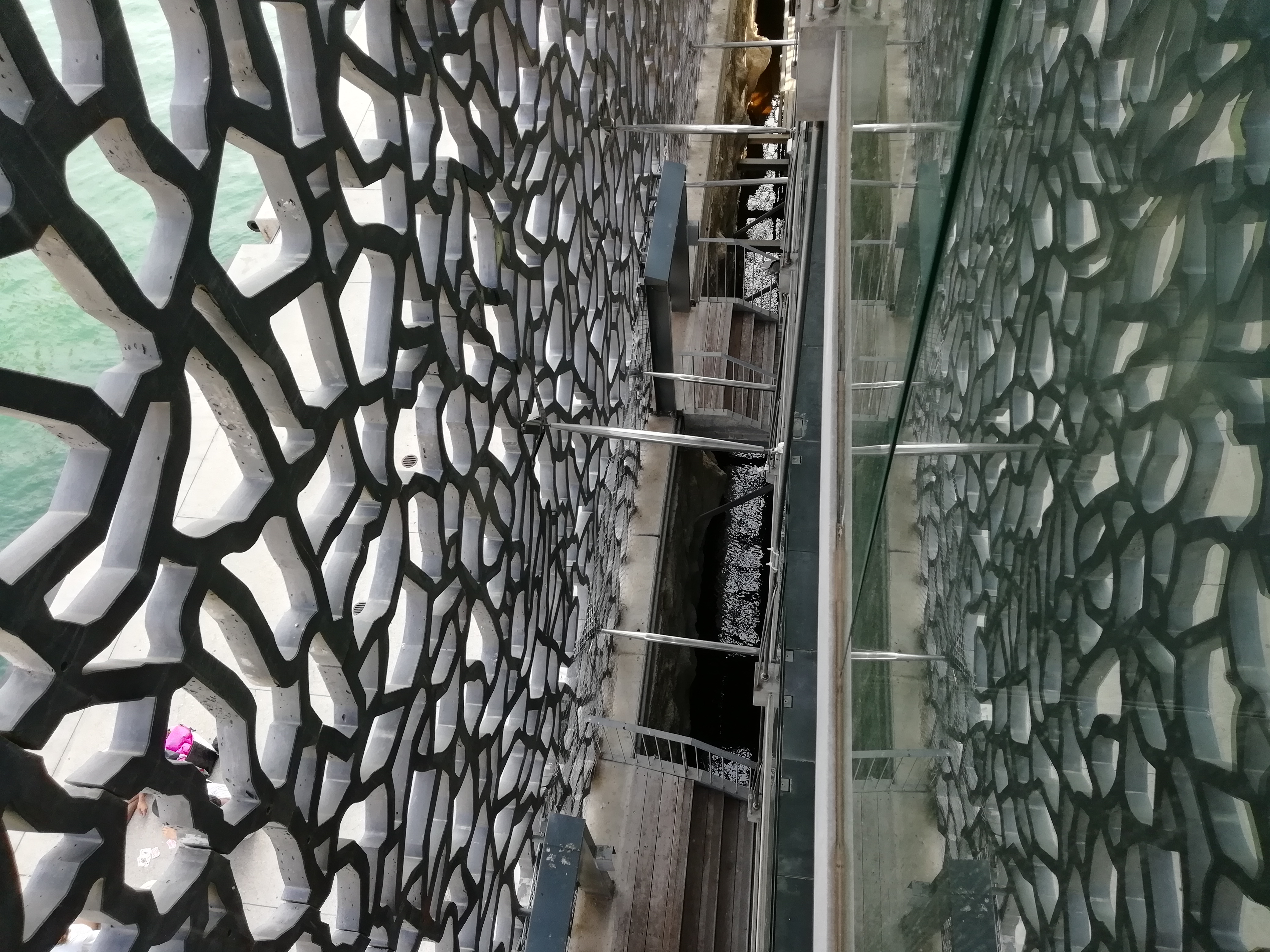
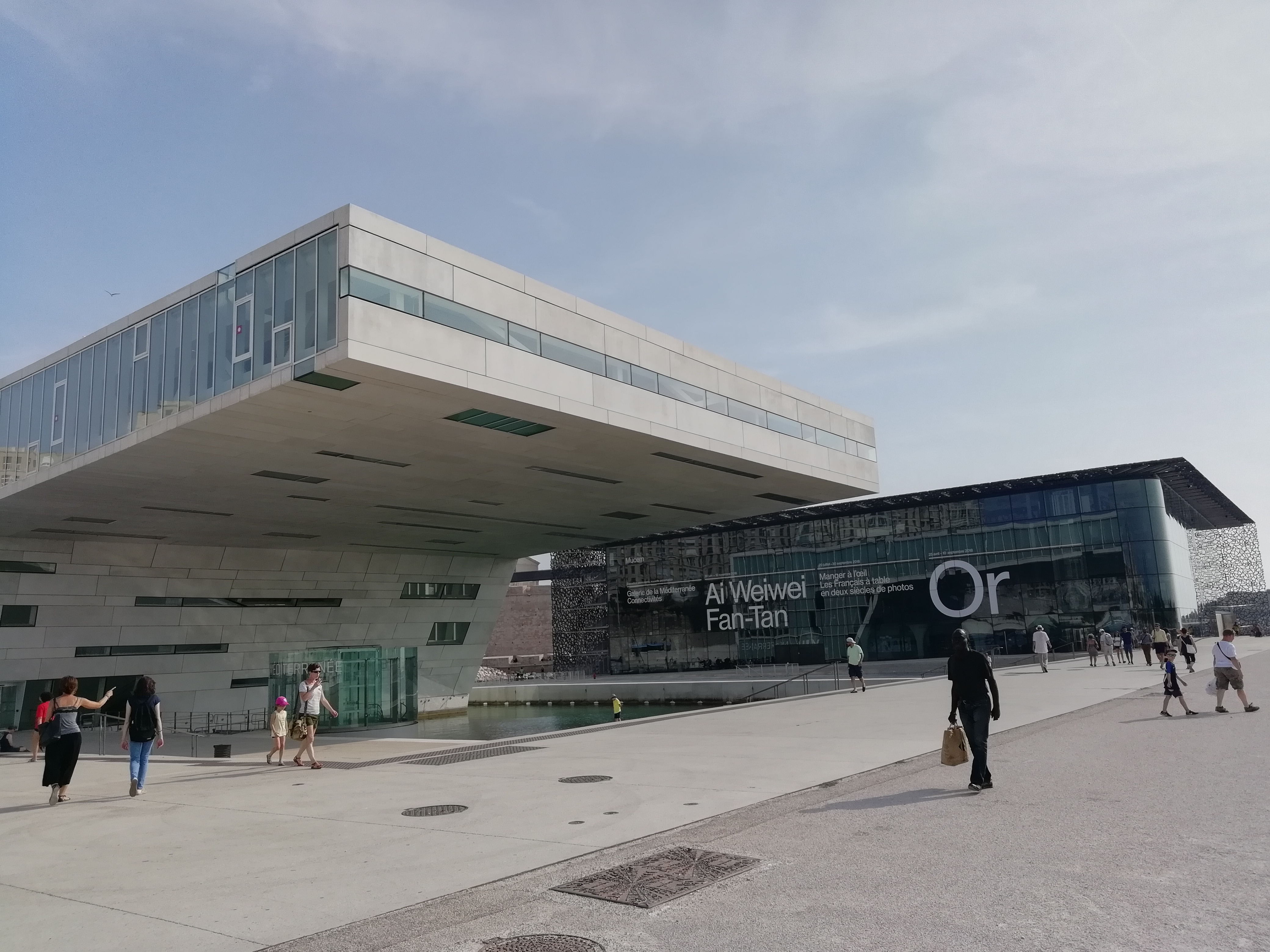
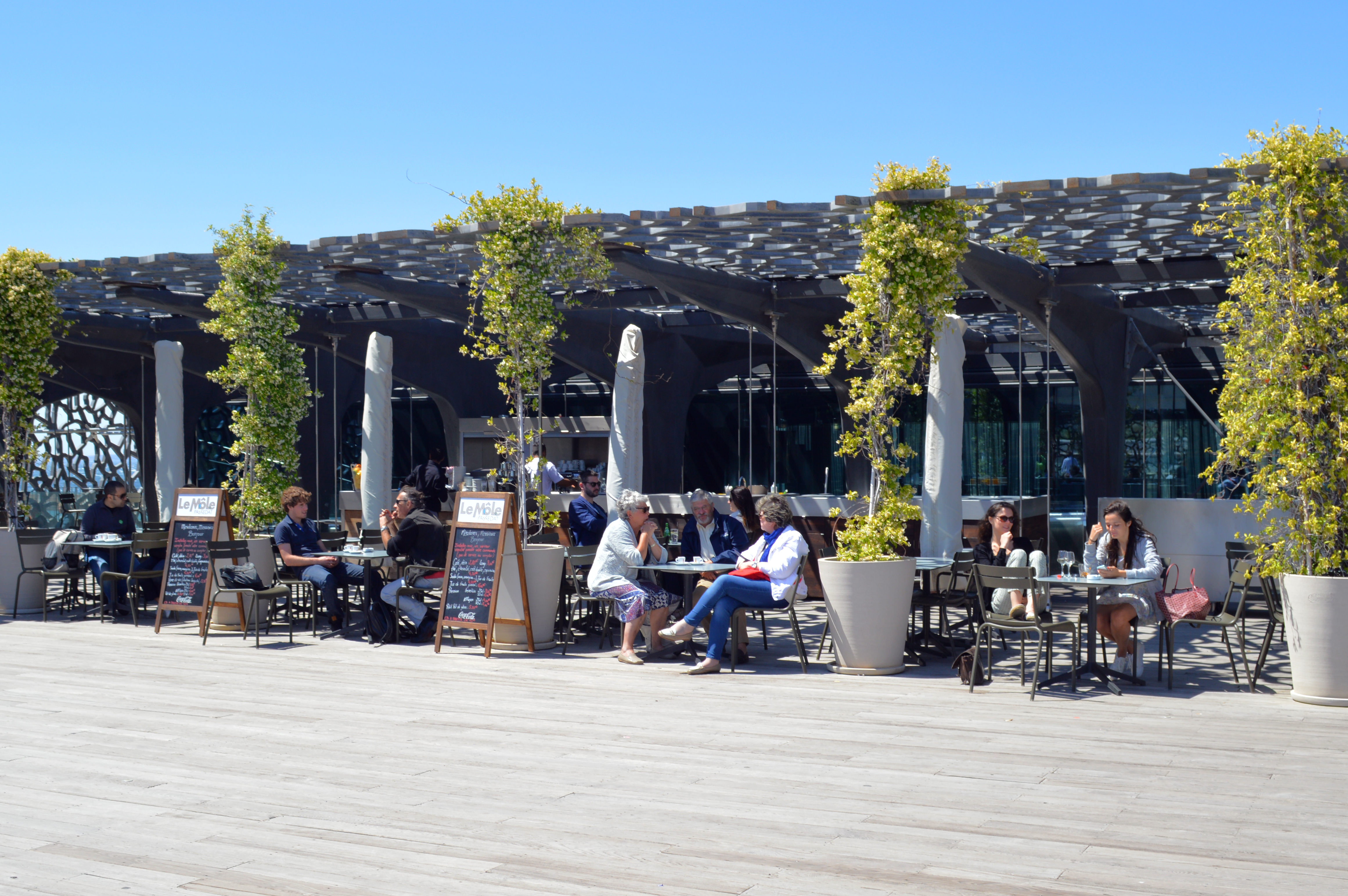

1977 Fundació Joan Miró  · 
1978 Bryggens Museum  · 
1979 Stadt- und Industriemuseum Rüsselsheim  · 
1980 Monaghan County Museum  · 
1981 Muziekmuseum  · 
1982 Ålands museum   · 
1983 Universalmuseum Joanneum   · 
1984 National Waterways Museum  / Scheepslift op het centrumkanaal  · 
1987 Neukölln Museum   · 
1988 Beiers Nationaal Museum  / Monasterio de las Descalzas Reales   · 
1989 Joods Historisch Museum  · 
1990 Museu da Água  · 
1991 Deutsche Salzmuseum  · 
1992 Museo della bonifica di Argenta  · 
1993 Archeologisch museum van Istanboel  / Kobarid Museum  · 
1994 Provinciaal museum van Lapland  · 
1995 Haus der Geschichte  · 
1996 MAK – Museum voor Toegepaste Kunst  · 
1997 Tropenmuseum  · 
1998 Museum van het Strelka Instituut  · 
1999 Museum voor Schone Kunsten  · 
2000 In Flanders Fields Museum  · 
2001 Theatermuseum  · 
2002 Buddenbrookhaus  · 
2003 Laténium  · 
2004 Gezondheidsmuseum in het complex van Bayezid II  · 
2005 Museum van Byzantijnse Cultuur  · 
2006 Churchill Museum and Cabinet War Rooms  · 
2007 Musée international de la Réforme  · 
2008 Svalbard Museum  · 
2009 Zeeuws Museum  · 
2010 Museu de Portimão  · 
2012 Rautenstrauch-Joest Museum   · 
2013 Museum of Liverpool  · 
2014 Baksı Müzesi  · 
2015 Musée des Civilisations de l'Europe et de la Méditerranée  · 
2016 European Solidarity Centre  · 
2017 Mémorial ACTe]  · 
2018 War Childhood Museum  · 
2019 Museum für Kommunikation  · 
2020 House of Leaves  · 
2021 Gulag History Museum  · 
2022 Nano Nagle Place  · 
2023 Arbejdermuseet  · 
2024 Muzeum Pamięci Sybiru 